# Анастас Каневчев
Анастас (Атанас) Евтимов Каневчев, наричан Бегов или Бегот, е български просветен деец и революционер, деец на Вътрешната македоно-одринска революционна организация.

## Биография
Анастас Каневчев е роден в град Охрид, тогава в Османската империя, днес в Северна Македония и принадлежи към големия български род Каневчеви. Баща му е Евтим, а майка му Анастасия Каневчева. Негови братя са Иван, Климент и Александър, а Деспина Каневчева му е сестра. Присъединява се към ВМОРО и е член на Охридския околийски революционен комитет преди 1900 година, като е приближен на Христо Узунов. През 1902 година заедно с леля си Софка Тримчева посреща войводата Никола Петров Русински в Охридско. Минава в нелегалност и става секретар в четата на Тасе Христов в Малесията. Участва в Илинденското въстание от лятото на 1903 година. Учителства във Вевчани, а след това учителства в леринското село Баница.
След като Охрид остава в Сърбия след Междусъюзническата война, на 17 септември 1913 година 20 видни българи напускат града за Албания: учителите Никола Киров Майски, Иван Делов, Коста Лещаров, Иван Василев, Димитър Силянов, Александър Автов, Коста Климов, Евтим Янкулов, Анастас Каневчев, Климент Каневчев, Паско Пармаков, секретарят на българската митрополия Лев Огненов, адвокатът Лев Кацков, търговците Иван Групчев, Петър Филев и Ахил Банджов.